# Китайско-мьянманские отношения
Китайско-мьянманские отношения — двусторонние дипломатические отношения между Китаем и Мьянмой. Протяжённость государственной границы между странами составляет 2129 км.

## История
В 1949 году Мьянма стала первой некоммунистической страной, признавшей Китайскую Народную Республику. 8 июня 1950 года страны официально установили дипломатические отношения. 29 июня 1954 года Китай и Мьянма подписали договор о дружбе и взаимном ненападении, взяв за основу Пять принципов мирного сосуществования. В 1950-х и 1960-х годах Мьянма придерживалась принципа нейтралитета во внешней политике. В 1967 году в Мьянме произошли антикитайские погромы, в результате чего произошло изгнание китайских общин из страны, что породило враждебность в двусторонних отношениях между государствами.
В 1970 году отношения значительно улучшились. Во время правления Дэн Сяопина, Китай сократил поддержку коммунистическим повстанцам в Мьянме. 5 августа 1988 года страны подписали крупное торговое соглашение по трансграничной торговле, Китай начал оказывать значительную военную помощь Мьянме. В 1988 году в Мьянме произошло восстание 8888, которое руководство страны подавило насильственными методами. После этих события Мьянма столкнулась с растущим международным осуждением и давлением, Китай же продолжил оказывать Мьянме всю необходимую помощь.

## Торговые отношения
Объем двусторонней торговли между Китаем и Мьянмой в 2010 году составил 4,44 миллиарда долларов США. Импорт Китая в Мьянму: нефть, сталь и текстильные изделия. Импорт Мьянмы в Китай: каучук, древесина. Китай оказывает широкую помощь Мьянме в развитии промышленности и инфраструктуры. Также Китай стремится стать главным инвестором по разработке запасов нефти и природного газа в Мьянме.

## Стратегические отношения
Китай является главным поставщиком военной техники в Мьянму. С 1989 года Китай поставил этой стране: реактивные истребители, бронетехнику и военные корабли, а также оказывал помощь в обучении военнослужащих вооружённых сил Мьянмы.